# Supremacy MMA
Supremacy MMA ist eine Simulation des Kampfsports Mixed Martial Arts für Spielkonsolen. Das von Kung Fu Factory entwickelte und von 505 Games vertriebene Computerspiel erschien 2011 für PlayStation 3 und Xbox 360. Unter dem Titel Supremacy MMA Unrestricted kam es 2012 für die tragbare Konsole PlayStation Vita.

## Beschreibung
Anders als bei Konkurrenzprodukten wie EA Sports MMA und UFC Undisputed von THQ dreht sich von Supremacy MMA inhaltlich um Cage Fights im Untergrund, während sich das Spielprinzip stärker an Arcade-Prügelspielen wie Street Fighter, Tekken und Mortal Kombat orientiert. Das äußert sich bspw. darin, dass die Kämpfe nicht im dreidimensionalen Raum geführt werden, sondern wie in klassischen 2D-Prügelspielen auf einer Ebene stattfinden. Bei der Darstellung von Kampfverletzungen ist das Spiel sehr explizit, was sich in erkennbaren Schwellungen, Platzwunden, Knochenbrüchen und Blutspritzern in der Arena widerspiegelt. Supremacy MMA war zudem das erste MMA-Computerspiel, in dem auch weibliche Kämpfer wählbar sind. Neben klassischen Spielmodi (Schnelles Spiel, Online-Spiel, Turnier) besitzt das Spiel für einige Figuren einen Story-Modus, in dem der Spieler zwischen den Kämpfen in Comicszenen die Karriere des jeweiligen Kämpfers bis zu seinem persönlichen „Supremacy“-Moment nacherlebt. Allerdings sind diese Erzählungen nicht in allen Details zwingend biographisch korrekt.
| Figur              | Vorbild           | Kampfstil            | Anmerkung                |
| ------------------ | ----------------- | -------------------- | ------------------------ |
| St. John Ackland   | Devon Schwan      | Submission Wrestling |                          |
| Dante Algearey     | Jason Yorrick     | Kickboxen            |                          |
| Shane del Rosario  | Shane del Rosario | Mixed Martial Arts   | Vorbesteller-DLC/PS Vita |
| Michele Guitierrez | Michele Gutierrez | Kickboxen            |                          |
| Yuki Hashimoto     | Steve Kim         | Karate               |                          |
| Tomo Hashimoto     | Fernando Chien    | Judo                 |                          |
| Felice Herrig      | Felice Herrig     | Muay Thai            |                          |
| Ilya Klimenko      | Nikolai Ruabtsev  | Wrestling            |                          |
| Jerome Le Banner   | Jerome Le Banner  | Kickboxen            |                          |
| Pierre Matiss      | Joe Schilling     | Savate               | Unlockable               |
| Mariano Mendoza    | Mariano Mendoza   | Boxen                | Unlockable               |
| Jens Pulver        | Jens Pulver       | Boxen                |                          |
| Bao Quach          | Bao Quach         | Karate               | Vorbesteller-DLC/PS Vita |
| Demian Reis        | Giva Santana      | Brazilian Jiu-Jitsu  |                          |
| Jack Saxon         | Brent Cooper      | Mixed Martial Arts   |                          |
| Malaipet Sitarvut  | Malaipet          | Muay Thai            |                          |
| Jason Yee          | Jason Yee         | Jeet Kune Do         | exklusiv für PS Vita     |
| Novell Bell        | Novell Bell       | San Shou/Kung Fu     | exklusiv für PS Vita     |

Das 40-köpfige Entwicklerteam setzte sich zusammen aus ehemaligen Entwicklern von Spielen wie UFC und Mortal Kombat.

## Rezeption
Das Spiel erhielt meist negative Bewertungen.

„Man wollte sowohl den klassischen MMA-Titeln als auch modernen Arcade-Prüglern à la Tekken Paroli bieten. Das ambitionierte Projekt scheitert jedoch u.a. an der schwachen Kampfmechanik. Supremacy kann weder als MMA-Umsetzung noch als Arcade-Prügler überzeugen. Vor allem die schwache Kampfmechanik macht dem ambitionierten Projekt zu schaffen.“

“Supremacy MMA’s good ideas get lost in a mediocre attempt at a fighting game. The core gameplay didn't satisfy me, the stories were similar and silly, and online didn't work well.”

„Supremacy MMAs gute Ideen gehen in einem mittelmäßigen Versuch eines Kampfspiels unter. Das Kern-Gameplay konnte mich nicht befriedigen, die Storys waren alle ähnlich und dämlich, und online [spielen] hat nicht gut funktioniert.“